# Lamar Hunt U.S. Open Cup 2019
Der Lamar Hunt U.S. Open Cup 2019 war die 106. Austragung des US-amerikanischen Fußballpokalwettbewerbs der Herren. Veranstalter des Turniers ist die United States Soccer Federation.
Zuvor wurden diverse Qualifikationsturniere ausgespielt, um die Teilnehmer aus dem Bereich der United States Adult Soccer Association zu ermitteln.
Der Sieger qualifizierte sich für die Gruppenphase CONCACAF Champions League 2020.

## Teilnehmende Mannschaften
| Eintritt 1. Runde | Eintritt 1. Runde | Eintritt 1. Runde | Eintritt 1. Runde | Eintritt 2. Runde | Eintritt 4. Runde |
| USASA 8 Mannschaften | NPSL 14 Mannschaften | USL League Two 10 Mannschaften | USL League One 6 Mannschaften                                                                                                   | USL Championship 25 Mannschaften | MLS 21 Mannschaften |
| - Academica SC - Cal FC - FC Denver - Florida Soccer Soldiers - Milwaukee Bavarian SC - NTX Rayados - Virginia United FC - West Chester Predators | - AFC Ann Arbor - Duluth FC - El Farolito - Erie Commodores FC - FC Baltimore - FC Motown - FC Mulhouse Portland - Laredo Heat - Little Rock Rangers - Miami FC - Midland-Odessa Sockers - New York Cosmos B - Orange County FC - Philadelphia Lone Star | - Black Rock FC - Brazos Valley Cavalry FC - Dayton Dutch Lions - Des Moines Menace - FC Golden State Force - Lakeland Tropics - New York Red Bulls U-23 - Reading United AC - South Georgia Tormenta FC 2 - The Villages SC | - Chattanooga Red Wolves - Forward Madison - Greenville Triumph - Lansing Ignite FC - Richmond Kickers - South Georgia Tormenta | - Austin Bold - Birmingham Legion - Charleston Battery - Charlotte Independence - Colorado Springs Switchbacks - El Paso Locomotive - Fresno FC - Hartford Athletic - Indy Eleven - Las Vegas Lights - Louisville City FC - Memphis 901 FC - Nashville SC - New Mexico United - North Carolina FC - Oklahoma City Energy - Orange County SC - Phoenix Rising - Pittsburgh Riverhounds - Reno 1868 FC - Sacramento Republic - Saint Louis FC - San Antonio FC - Tampa Bay Rowdies - Tulsa Roughnecks | - Atlanta United - Chicago Fire - Colorado Rapids - Columbus Crew - D.C. United - FC Cincinnati - FC Dallas - Houston Dynamo - LA Galaxy - Los Angeles FC - Minnesota United - New England Revolution - New York City FC - New York Red Bulls - Orlando City - Philadelphia Union - Portland Timbers - Real Salt Lake - San Jose Earthquakes - Seattle Sounders - Sporting Kansas City |

## Finale
| Atlanta United                                              | Atlanta United | Minnesota United | Minnesota United |
| ----------------------------------------------------------- | --- | --- | ---------------- |
| Atlanta United                                              | \| 27. August 2019 in Atlanta, Georgia (Mercedes-Benz Stadium) \| \| Ergebnis: 2:1 (2:0) \| \| Zuschauer: 35.709 \| \| Schiedsrichter: Allen Chapman \| \| Spielbericht \| | \| 27. August 2019 in Atlanta, Georgia (Mercedes-Benz Stadium) \| \| Ergebnis: 2:1 (2:0) \| \| Zuschauer: 35.709 \| \| Schiedsrichter: Allen Chapman \| \| Spielbericht \|                                                                                 | Minnesota United |
| Atlanta United                                              | Brad Guzan – Leandro González Pírez, Miles Robinson, Florentin Pogba – Julian Gressel (85. Jeff Larentowicz), Darlington Nagbe, Eric Remedi, Justin Meram – Ezequiel Barco (70. Emerson Hyndman), Josef Martínez, Pity (76. Franco Escobar) Cheftrainer: Frank de Boer ( Niederlande) | Vito Mannone – Chase Gasper, Michael Boxall, Ike Opara, Romain Métanire – Osvaldo Alonso (75. Darwin Quintero), Ján Greguš, Hassani Dotson – Kevin Molino (85. Abu Danladi), Robin Lod (70. Ethan Finlay), Mason Toye Cheftrainer: Adrian Heath ( England) | Minnesota United |
| Atlanta United                                              | 1:0 Gasper (10., Eigentor) 2:0 Pity (16.) | 2:1 Lod (47.) | Minnesota United |
| Atlanta United                                              | González Pírez (71.), Escobar (87.) | Dotson (29.), Alonso (44.), Gasper (87.) | Minnesota United |
| Atlanta United                                              | González Pírez (74.) | | Minnesota United |
| 27. August 2019 in Atlanta, Georgia (Mercedes-Benz Stadium) | | |                  |
| Ergebnis: 2:1 (2:0)                                         | | |                  |
| Zuschauer: 35.709                                           | | |                  |
| Schiedsrichter: Allen Chapman                               | | |                  |
| Spielbericht                                                | | |                  |